# Blackthorn
Pour plus de détails, voir Fiche technique et Distribution.
Blackthorn est un western hispano-bolivo-franco-britannique, réalisé par Mateo Gil et sorti le 1er juillet 2011.

## Synopsis
En 1927, Butch Cassidy, âgé d'une soixantaine d'années, se cache en Bolivie sous le nom de James Blackthorn. Contrairement à la légende, il n’est pas mort dans la fusillade de 1908 à San Vicente et a refait sa vie comme éleveur de chevaux. Apprenant la mort d'Etta Place, complice de ses années de banditisme aux côtés du Sundance Kid, il décide de rentrer aux États-Unis à la recherche de son fils ou neveu qu'il n'a jamais connu, Ryan, vivant à San Francisco. De retour d'une vente de ses chevaux et d'un passage à la banque où il a retiré tout son argent pour payer ses employés et quitter le pays, il rencontre un voleur, Eduardo, et perd toutes ses économies, après que celui-ci ait fait fuir son cheval. Les deux hommes vont être traqués à travers le pays par des cavaliers à la recherche de cinquante mille dollars qu'Eduardo a volés.

## Fiche technique
- Titre : Blackthorn
- Réalisation : Mateo Gil
- Scénario : Miguel Barros
- Photographie : Juan Ruiz Anchía
- Montage : David Gallart
- Musique : Lucio Godoy
- Production : Ibón Cormenzana, Andrés Santana
- Sociétés de production : Ariane Mararía Films, Arcadia Motion Pictures, Manto Films, Noodles Production, Eter Pictures, Nix Films, Quickfire Films, Televisión Española, Canal+ España, Ono, Instituto de la Cinematografía y de las Artes Audiovisuales, Programa Ibermedia, Institut officiel de crédit, Mogambo
- Sociétés de distribution :  Vertice Cine •  BAC Films,  Magnolia Pictures,  Ascot Elite Entertainment Group
- Pays d’origine :  Espagne,  Bolivie,  France,  Royaume-Uni
- Langue : anglais et espagnol
- Format : couleur - 35 mm - 2.35:1 - Dolby Digital
- Genre : western
- Durée : 95 minutes
- Dates de sortie :
  - Espagne : 1er juillet 2011
  - France : 31 août 2011
  - Royaume-Uni : 13 avril 2012

## Distribution
- Sam Shepard (VF : Gérard Boucaron) : Butch Cassidy alias James Blackthorn
- Eduardo Noriega (VF : Rodolphe Couthouis) : Eduardo Apodaca, l'ingénieur
- Stephen Rea (VF : Antoine Tomé) : MacKinley, consul honoraire des États-Unis, ancien détective Pinkerton
- Magaly Solier : Yana
- Nikolaj Coster-Waldau (VF : Yann Herlé Gourves) : Butch Cassidy jeune
- Pádraic Delaney (VF : Tangi Simon) : Sundance Kid
- Dominique McElligott (VF : Azilis Bourgès) : Etta Place
- Luis Bredow : le médecin
- Daniel Aguirre : Iván
- Cristian Mercado : le général de l’armée bolivienne
- Fernando Gamarra : le directeur de banque
- María Luque : la tenancière de la cantina

Source et légende : version française (VF) selon le carton du doublage français.

## Tournage
Certaines scènes ont été tournées sur le salar d'Uyuni en Bolivie, le plus grand désert de sel (lac salé asséché) du monde, ce qui donne une ambiance très particulière avec des silhouettes sombres sur un fond blanc intense.

## Autour du film
- Si son séjour en Bolivie est effectivement avéré, la fin de Butch Cassidy est incertaine, et le scénario du film n'en présente qu'une des éventualités. Selon plusieurs historiens, il y aurait été tué en 1908 (le film se passe dans les années 1920) en tentant de dérober une grosse somme d'argent. Selon d'autres témoignages, il serait mort de vieillesse vers 1945[1] aux États-Unis.
- Après Paul Newman dans Butch Cassidy et le Kid (George Roy Hill en 1969) et Tom Berenger dans Les Joyeux Débuts de Butch Cassidy et le Kid (Richard Lester en 1979), c'est Sam Shepard qui incarne cette fois à l'écran le personnage historique de Butch Cassidy, qui eut toutefois moins les honneurs de l'écran que son pseudo-comparse des deux premiers films cités, le Sundance Kid.

## Distinctions
- Prix Goya de la meilleure photographie 2012
- Prix Goya de la meilleure direction artistique 2012
- Prix Goya des meilleurs costumes 2012
- Prix Goya de la meilleure direction de production 2012